# 赵锡光
赵锡光（1901年—1955年）号重华，云南省保山县横山乡河湾村人，中华民国及中华人民共和国军事将领。

## 生平
1919年考入云南讲武堂。1920年加入孙中山领导的广东革命军，1922年参加孙中山领导的第二次护法运动。1926年，参加北伐战争，历任国民革命军连长、营长、团长。1935年，任国民革命军第九十六师师长。1938年夏，赵锡光率第九十六师到汉口参加武汉会战。1938年8月，调任一六七师师长。1939年初，陶峙岳任国民革命军第一军军长时，一六七师调归第一军建制，一六七师师长赵锡光由此成为陶峙岳的部下。1940年起，任国民革命军第三十六军军长、第38集团军副总司令（未到职）、第八战区政治部主任。
1946年5月，任新疆警备总司令部副总司令兼南疆警备司令和国民革命军第四十二军军长。1946年6月，赵锡光到任后，开始整顿部队。他将从解放区得来的毛泽东《军队内部的民主运动》当作教材，以南疆警备司令部的名义在部队中开办民主训练班，并亲自担任训练班主任，和学员们同吃、同住、同学习。第一期民主训练班举办3个多月，为第四十二军带来了民主生活新气象。
1948年春，蒋介石整编国军部队，第四十二军改编为整编第四十二师，赵锡光继续任南疆警备司令兼第四十二师师长。整编后，国民政府和胡宗南不给赵锡光部军饷。后来，赵锡光以“率驻疆部队入关”的“开拔费”名义，争取到百万元经费。但该笔钱经过西北军政长官公署时，被新任长官马步芳截留20万元，又因恶性通货膨胀，纸币拨到整编第四十二师时已所值很少，不够发军饷。赵锡光号召部队开展生产自救。
1949年4月，中华民国代总统李宗仁派张治中等人到北平和谈，又电令陶峙岳留下一个旅在新疆负责防务，其他部队全数调回关内。陶峙岳接到电令后，密电赵锡光来迪化（今乌鲁木齐）商量对策，赵锡光表态称“守新疆，我不走”。陶峙岳于是心中有底，乃召集驻迪化的各位军长、旅长到新疆警备总司令部召开军事会议，传达李宗仁电令，并让将领们讨论部队是否入关。马步芳系统的骑五军军长马呈祥、胡宗南系统的第一七九旅旅长罗恕人赞成照电令入关，赵锡光等将领则反对入关。入关一事乃拖延下来。
1949年8月15日，陶峙岳带新疆警备司令部供应局局长郝家骏、政工处长梁客浔，以检查后勤的名义到南疆焉耆的一二八旅，赵锡光也从疏勒的整编第四十二师师部来到焉耆。赵锡光与陶峙岳密谈数小时，约定：“一、一切行动，南疆由赵锡光负责，北疆由陶峙岳负责；二、待解放军接近后，派员接洽，把部队如数交给解放军；三、部队交妥后，陶、赵两人解除一切职务，解甲归田；四、请求解放军不要在民族军监视下改编新疆国民党部队，避免发生误会，引起冲突，酿成祸乱。”8月26日，赵锡光得到中国人民解放军攻占兰州的消息。
1949年9月8日，在北平的毛泽东约张治中会面，表示“人民解放军已经决定由兰州和青海分两路向新疆进军，希望你去电新疆军政负责人，劝他们起义最好。从新疆得到的情况，只要你去电，他们是一定照办的。”张治中去电后，9月10日，陶峙岳向赵锡光通报了张治中来电。陶峙岳说已与马呈祥、叶成、罗恕人交涉，他们同意交出兵权，携带金银，经南疆去巴基斯坦或者印度。根据陶峙岳之命，赵锡光亲自安排了对他们照顾放行的事宜。
1949年9月20日，中国人民解放军先头部队抵达星星峡。驻莎车骑兵第四旅一团团长洪亚东受到鼓舞，率部攻取莎车外围8个炮台，包围莎车城内的骑四旅旅部，逼旅长唐井然下台。此即“莎车事件”。赵锡光亲自到莎车，和平解决了莎车事件，命令唐井然离开莎车。
1949年9月24日，马呈祥、叶成、罗恕人按约定交出兵权。马呈祥、罗恕人先离开迪化，叶成因妻子不肯走而留在迪化。9月25日，胡宗南催叶成率兵去南疆，逼得叶成赶紧出发追赶马呈祥、罗恕人。三人到阿克苏之后，驻阿克苏的六十五旅下级军官得知马呈祥、罗恕人、叶成携金银出国，十分气愤，安排士兵埋伏在路边截留财产。马呈祥、罗恕人、叶成反抗，一名士兵开枪打伤叶成臂膀，罗恕人吓坏，马呈祥则沉稳应对。赵锡光得知后，亲到阿克苏见到马呈祥等人，率幕僚亲自将马呈祥、叶成、罗恕人一行人送出疏勒城。
1949年9月25日，新疆省警备总司令陶峙岳、副总司令兼整编四十二师师长赵锡光、整编骑一师师长韩有文、整编七十八师师长莫我若等14人签名发表通电。9月26日，包尔汉等人代表新疆省政府向毛泽东、朱德等发去起义通电。9月28日，毛泽东和朱德复电嘉勉。赵锡光看复电后，又单独起草一份电报发给毛泽东和朱德。毛泽东收到赵锡光的单独电报后，再度复电嘉勉。1949年11月底，赵锡光坐镇喀什，迎接先遣入疆的中国人民解放军第二军第四师师长杨秀山、政委曾光明及第二军军长郭鹏、政委王恩茂。
1949年12月29日，陶峙岳部接受改编，组成中国人民解放军第二十二兵团，陶峙岳任司令员，中国人民解放军第一兵团司令员王震兼任第二十二兵团政委。第二十二兵团下辖第九军、骑兵第七师、骑兵第八师。赵锡光任第二十二兵团副司令员兼第九军军长，第九军政委为张仲翰。1950年，赵锡光为抗美援朝捐出黄金180两。
1951年初，王震率陶峙岳、张仲翰、赵锡光、陶正初等人到新疆各地踏勘，最后确定在戈壁滩上建设新城石河子。建设石河子新城的任务由中国人民解放军第九军承担。军长赵锡光、政委张仲翰率第九军进驻石河子，成立了第二十二兵团建设处，赵锡光任建设处处长，张仲翰任建设处政委。
1952年3月，第九军军部撤销，所属部队归第二十二兵团直接领导。赵锡光将石河子工程处处长的兼职作为主要岗位，全力投入石河子新城建设中。在第九军军部撤销之际，石河子工程处开始筹建兵团办公大楼，这是石河子新城的第一座大型建筑。在赵锡光主持下，5月2日兵团办公大楼按计划动工，1952年9月25日即新疆和平解放三周年纪念日竣工。1953年秋，兵团医院大楼动工。当时赵锡光的胃病已很严重，陶峙岳、张仲翰多次催赵锡光到乌鲁木齐住院治疗，但赵锡光坚决留下继续主持石河子的建设。经过4年多，石河子新城矗立起来。1954年，兵团医院从玛纳斯县迁到新落成的兵团医院大楼之后，赵锡光这才去看胃病，但被确诊为胃癌晚期。王震从北京送来治胃癌的药物。1954年，赵锡光任新疆军区生产建设兵团副司令员。
1955年10月9日，赵锡光因胃癌病逝。按照其遗嘱，遗体被安葬在他亲手开拓的石河子新城。新疆军区生产建设兵团在石河子为赵锡光举行了隆重的葬礼。如今，赵锡光的墓位于石河子市的北阳山下的南山陵园东侧的将军墓，将军墓安葬着四位将军赵锡光、王根僧、陈德发、刘振世。